# Xyanide Resurrection
Xyanide Resurrection is een shoot 'em up computerspel voor de PlayStation Portable. Het is ontwikkeld door Playlogic Game Factory en het is uitgegeven door Playlogic International in 2007. Het is het vervolg op Xyanide dat in 2006 verscheen voor de Xbox, mobiele telefoon en Game Boy Advance.
In het spel neemt de hoofdrolspeler Drake het in een ruimteschip opnieuw op tegen de kwade heks Aguira die tot de doodstraf was veroordeeld maar zij slaagde erin haar straf te ontlopen. Het element Xyanide, een stof die gedachten omzet in materie, zorgt opnieuw voor het creëren van vijandige werelden. Het spel kent 15 levels waar Drake zich doorheen moet vechten om er voor te zorgen dat Aguira haar straf krijgt.